# مناظرات علي بن موسى الرضا
مناظرات علي بن موسى الرضا أو بعبارة أخرى مجالس الرضا ومناظرات الرضا واحتجاجات الرضا هي سلسلة من المناظرات التي أجراها علي بن موسى الرضا الإمام الثامن لشيعة الإثني عشرية مع علماء من مختلف المذاهب الدينية واللاهوتية. وتتعلق أهم هذه المناظرات، التي أوردتها مصادر الشيعة الروائية بدقة أكبر، بالمناظرات بين عامي 201 و 204 هـ. حدث ذلك في مدينة ماري وفي قصر الخليفة العباسي عبدالله مأمون. خلال هذه الفترة تم تكليف علي بن موسى الرضا بمنصب ولي العهد. بالإضافة إلى مناظراته خلال فترة الولاية، أفادت مصادر شيعية أيضًا بمناظرات له في البصرة والمدينة المنورة.
أعدت المناظرات التي أجراها علي بن موسى الرضا في قصر مأمون بناءً على طلب وترتيبه. وهناك اختلاف في سبب التحضير لهذه الاجتماعات من قبل مأمون الذي كان معارضا دينيا لعلي بن موسى الرضا. كون مأمون معتزلاً، وتشيّعه، وتزامنه مع ذروة حركة الترجمة، وتدمير الصورة العلمية لعلي بن موسى الرضا، والأسباب السياسية، من بين الأهداف والدوافع التي تم الإبلاغ عنها للتحضير لهذه الاجتماعات. على أي حال، خلال هذه الفترة، أجرى علي بن موسى الرضا مناظرات مع جاثليق المسيحي، ورأس الجالوت اليهودي لجليات، وهربادان العظيم للزرادشتية، ومناظرة مع عمران صابي. ومن بين المناظرات الأخرى التي تم الإبلاغ عنها لعلي بن موسى الرضا مناظرة مع سليمان مروزي ومناظرة أخرى مع علي بن محمد بن جهم، وكلاهما من المسلمين.
ورد أن أسلوب علي بن موسى الرضا في المناظرة مختلف بالنسبة للجانب الآخر. واجه الزنادقة والملحدين باستخدام العقل والحجج المنطقية. لأن هذه المجموعة لم تقبل أي كتب أو روايات وأنهم وقدموا حججهم فقط بالإشارة إلى العقل. كما استخدم الحجج المنطقية في المناظرات مع أهل الكتاب. كان الصبر وسعة الصدر طريقته في التعامل مع الخلافات الدينية والآراء المعارضة، وحاول تهدئة أجواء المناظرة. يمكن تقسيم الخصائص الرئيسية لمناظرات علي بن موسى الرضا إلى قسمين عامين: المناظرات مع المذاهب الإسلامية والمناظرات مع الديانات الأخرى. في المناظرات مع المذاهب الإسلامية يُعتبر وصف موقف الأئمة بعد نبي الإسلام وإثبات إمامة علي بن أبي طالب وبعض المناظرات اللاهوتية بين الشيعة والسنة من أهم الموضوعات. ومن المواضيع التي حظيت بالاهتمام في مناظرات علي بن موسى الرضا، نقاش حول موضوع الإمامة. موضوعات التوحيد وصفات الله والعدل الإلهي التي ترتبط مباشرة بمسألة الجبر والاختيار، هي من بين الموضوعات التي أثيرت في هذه المناظرات.
إن عقد هذه النقاشات في فضاء مفتوح وبعد فترة من تشدد بني عباس على الشيعة، رغم انتشار الحوارات اللاهوتية بين المذاهب والجماعات الإسلامية، جعل هذه النقاشات مهمة للتعبير عن آراء الشيعة الإماميين. كما حظيت مناظرات علي بن موسى الرضا باهتمام مجموعة من الباحثين والعلماء غير المسلمين. في هذا الصدد، يذكر ديفيد واسرشتاين ديفيد توماس وستيفن واسرسترام، وقد اهتم كل منهما بجزء من مناظرات علي بن موسى. ومع ذلك، فقد نظر توماس في مناظرة علي بن موسى مع جاذليق المسيحي بريبة ولا يعتبرها نقاشًا تاريخيًا، أو على الأقل يرى أنه من المحتمل أن يكون الراوي قد غيرها. من ناحية أخرى، لم يعتبر فاسارسترام أن هذا النقاش تاريخي في الأساس ويذكره على أنه نقاش ديني.

## مقدمة

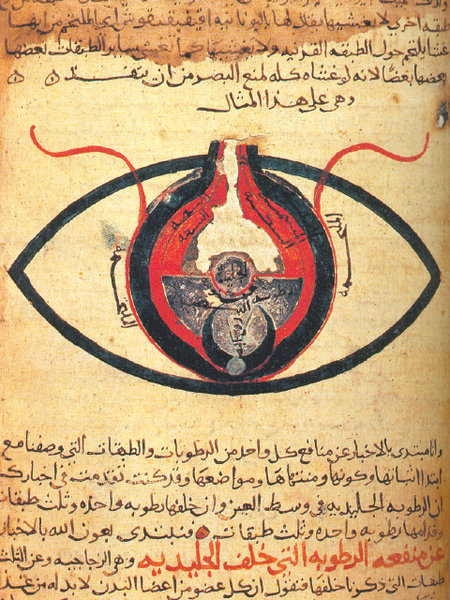
صورة لتشريح العين مأخوذة من كتاب "اَلْمسائِلُ فِی الْعَیْن" لحنين بن إسحاق المسؤول عن الترجمة في بيت الحكمة في زمن مأمون.

### تاريخ علي بن موسى الرضا
علي بن موسى الرضا، ولقبه والده بـ«أبي الحسن» ولأن لقب علي بن موسى هو نفس لقب والده موسى كاظم وحفيده علي النقي، ففي مصادر الحديث الشيعي يسمونه «أبو الحسن الثاني». كان تاريخ ميلاده الخميس 11 ذو القعدة 148 هـ. ه بالمدينة المنورة وكان تاريخ وفاته آخر يوم من شهر صفر عام 203 هـ. وبحسب باكنيا، وهو كاتب شيعي، فبناءً على روايات موسى كاظم، كان يهدي أولاده إلى علي بن موسى في أمور العلم والفقه، فقال: «أَنَّ مُوسَی بْنُ جَعْفَرٍ علیهما السلام کَانَ یَقُولُ لِبَنِیهِ هَذَا أَخُوکُمْ عَلِیُّ بْنُ مُوسَی عَالِمُ آلِ مُحَمَّدٍ فَاسْأَلُوهُ عَنْ أَدْیَانِکُمْ وَ احْفَظُوا مَا یَقُولُ لَکُمْ فَإِنِّی سَمِعْتُ أَبِی جَعْفَرَ بْنَ مُحَمَّدٍ غَیْرَ مَرَّهٍ یَقُولُ لِی إِنَّ عَالِمَ آلِ مُحَمَّدٍ لَفِی صُلْبِکَ وَ لَیْتَنِی أَدْرَکْتُهُ فَإِنَّهُ سَمِیُّ أَمِیرِ الْمُؤْمِنِینَ عَلِیٍّ» لهذا كان أحد ألقاب علي بن موسى «عالم آل محمد». يقول بيهيم داو إن جميع المصادر تتفق على ما يبدو على أنه كان هادئًا سياسيًا ومهتمًا بالتعليم الديني. يقول برنارد لويس إن علي بن موسى لم يلعب دورًا سياسيًا لجزء كبير من حياته، لكنه عُرف بعلمه وتقواه. بوفاة موسى كاظم - الإمام السابع لشيعة الإمامية - في سجن بغداد رجب 183 هـ. وبحسب وصية والده أصبح علي بن موسى وريثه وخليفته.
من التحديات الرئيسية التي واجهها علي بن موسى الرضا في بداية فترة إمامته نشأة مذهب الواقفية. في البداية نفى بعض محامي موسى كاظم، وخاصة علي بن أبي حمزة البطايني وزياد بن مروان قندي وعثمان بن عيسى الرواسي، وفاته ونشروا الإيمان بهذا المذهب. احتفظوا بالممتلكات والأصول التي كانت لديهم كخمس ونذرمن الشيعة، ولم يقبلوا علي بن موسى إمامًا. ورأى الواقفيون أن موسى بن جعفر لم يمت ولا يزال حيا ويأكل وهو قائم آل محمد الذي دخل في غيبة. وبحسب تقرير في كتاب الجامع لأصحاب الإمام الرضا أحد كتب الرجال الشيعة، فإن هذه الموضوع تسبّب في اختلاف ديني كبير في مختلف الجماعات الشيعية، خاصة في الكوفة وبغداد. بعد ذلك اتهم علي بن موسى بالخروج عن تعاليم أجداده في بعض الحالات.
يقول دونالدسون أن علي بن موسى كان يبلغ من العمر عشرين أو خمسة وعشرين عامًا عندما تولى الإمامة بعد والده. بعد ثمانية عشر عامًا، قرر مأمون جذب دعم مختلف الجماعات الشيعية من خلال تعيينه خلفًا له. وبحسب جعفر مرتضى عاملي، المؤرخ الشيعي، فإن مأمون ومستشاريه فكروا في تعيين أحد العلويين في منصب ولاية العهد من أجل تهدئة العلويين في خراسان والأراضي الإسلامية الأخرى. ومن بينهم، كان علي بن موسى الرضا الخيار الأفضل لكرامته وسمعته، فضلًا عن عدم مشاركته في الانتفاضة ضد الحكومة. وفقا لرسول جعفريان، كان أحد أهداف مأمون الأخرى تقديس حكمه. لأنه كان لعلي بن موسى قدسيته في نظر عامة الناس، حتى غير الشيعة، وهذا خلق قدسية وشعور بالطاعة لتلك الحكومة، وخاصة بين العلويين. عام 200 هـ. كتب المأمون دعوة لعلي بن موسى الرضا للحضور إلى ماري، وغادر علي بن موسى إليها. وأخيراً بحسب رواية الطبري، فإنه بعد قبول مأمون لشروط علي بن موسى، عينه ولي عهد له في الثاني من رمضان 201 هـ. بعد مراسم يوم 7 رمضان / 30 مارس، أعد الخليفة خطابًا رسميًا يعلن التعيين ليقرأ في المساجد في جميع أنحاء الإمبراطورية.

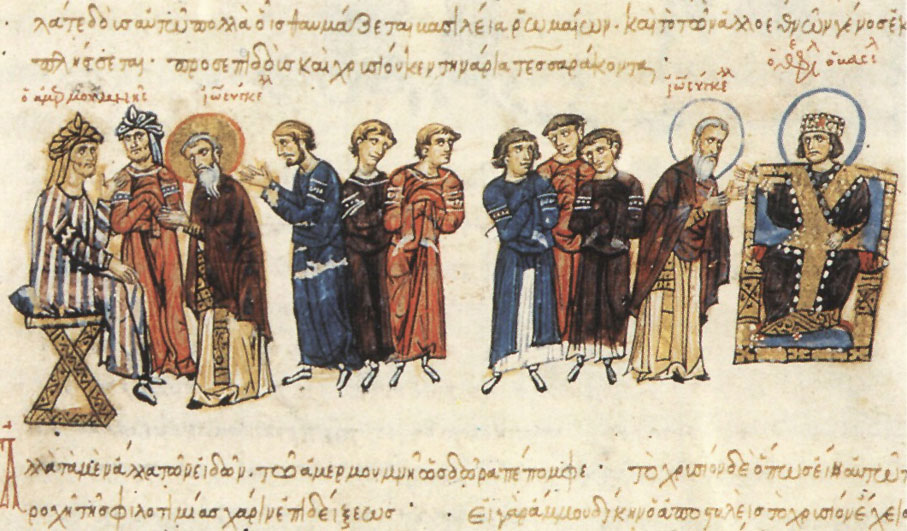
حضور الوفد البيزنطي في بلاط مأمون

### خلفية المناظرة
يذكر دهخدا أن معنى «المناظرة» في الكلمة هو المناقشة معًا. في المصطلح، معنى المناظرة هو محادثة يعتزم فيها الطرفان إثبات وجهة نظرهما وآرائهما باستخدام المبادئ المقبولة للطرف الآخر. لكن الجدل في العصر العباسي، وخاصة في عصر المأمون، كان له هيكل آخر غير المناظرة بل مشابه للجدل. ومع ذلك، في المصادر، تم ذكرها تحت عنوان المناظرة. جعل عقد هذه المناظرات مأمون يعتبر شخصًا يتمتع بالتفكير الحر في عيون الناس الذي خلق فضاءًا سياسيًا وفكريًا مفتوحًا. وبحسب أبو حنيفة الدينوري في الأخبار الطوال، كان مأمون من نجوم المعرفة والحكمة اللامعين عند بني عباس. بقبوله للمناظرات بين الأديان، تسبب في إحداث تحول وثورة في جو المناظرات في كل من الإسلام والأديان الأخرى. كان مأمون يدخل شخصيًا للمشاركة في المناظرات، ولهذا الغرض تدرب على أبي الهذيل محمد بن علاف. كانت وجهة نظر مأمون في مثل هذه المناظرات قضايا سياسية بالإضافة إلى قضايا لاهوتية. وبناء على ما شرحه الخطيب البغدادي في تاريخ بغداد، اعتقد مأمون أن هزيمة الأعداء يجب أن تتم بالبرهان وليس بالقوة. لأن النصر الذي مع القوة سيختفي بتراج القوة؛ ولكن النصر الذي يثبت بالأدلة لا يمكن أن يقضي عليه شيء. دليل آخر على هذا الادعاء هو مناظرته مع شخص مانوي الذي أمر بقتله بعد المناظرة وهزيمة المانوي.
وبحسب جعفريان، كان عهد علي بن موسى الرضا زمنًا لازدهار النقاشات اللاهوتية من مختلف التيارات الفكرية، وهذا سبب اختلافات كثيرة في كل مجال. في هذه الحالة، حاول علي بن موسى الرضا أيضًا إعلان رأيه. ولهذا كانت معظم روايات علي بن موسى الرضا في صورة أسئلة وأجوبة وربما مناظرات. ومن بين عوامل انتشار هذا النوع من المناظرات، انتشار الأراضي الإسلامية، وبداية حركة الترجمة، وتوزيع الأعمال اليونانية والمصرية، وروح المعتزلة لمأمون، والصراع على السلطة على رأس الحكومة والتغيير في موقف المجتمع الإسلامي من الأفكار والأديان والمذاهب الإسلامية. في نفس الموقف أرسل مأمون طلبًا إلى الرومان وطلب منهم أعمالًا فلسفية وأمر بترجمة أعمالهم. ساعد هذا العمل الذي قام به على زيادة مساحة النقد والحوار داخل الحضارة وعلاقة العالم الإسلامي مع الأمم الأخرى.
في تحليل وضع اليهود في الفترات الإسلامية المختلفة، كانوا دائمًا مقيدين من قبل الحكومات الإسلامية وتم تطبيق هذه القيود بالكامل حتى وصول مأمون إلى السلطة. مع بداية خلافة مأمون، تمتع اليهود بحرية تعبير أكثر من ذي قبل. مأمون حتى عام 210 هـ. أصدر مرسوما بتدخل اليهود والمسيحيين والزرادشتيين في شؤونهم الداخلية. يعتقد القرشي أن هذه المناظرات، التي أجرتها الحكومة بشكل عام، عقدت لفهم آراء وأسباب معتقدات الطرف الآخر. كما أفاد بأن مناظرات مماثلة دارت في قصور البرامكة بين الشيعة والسنة. في المجال العقائدي، كان عهد علي بن موسى الرضا عهد توسع الطوائف وتطورها. ومن هذه المذاهب الواقفية، الغالية، الزيدية، الإسماعيلية، المفوضة، الحلولية، المجسّمة، الفطحية، إلخ ... . بالإضافة إلى الطوائف اللاهوتية، توسعت الطوائف السياسية كثيرًا؛ ادعى أناس مثل محمد بن جعفر الإمامة والخلافة وتمردوا على الحكومة في ذلك الوقت. كما بدأ زيدالنار انتفاضة دموية في الكوفة ضد بني عباس. ويرى مجيدي أن سبب هذا الارتباك الديني في تلك الحقبة هو الاختلاف في أداء نظام الحكم، والتوسع غير المسبوق للأراضي الإسلامية، ووصول مسلمين جدد بأسئلة وشكوك مختلفة.

## مناظرات قبل فترة ولاية العهد
وفقًا لتقرير الموسوعة الفارسية ، أجرى علي بن موسى الرضا مناظرات مع أهل أديان وعلماء اللاهوت في عصره قبل أن يصبح وليًا للعهد. من بينها مناظرة في البصرة. محمد باقر مجلسي، عالم شيعي، في كتابه بحار الأنوار، اعتبر مناظرة علي بن موسى في البصرة مرتبطة بفترة ما قبل ولاية العهد ورحيله إلى خراسان. ركزت هذه المناظرات في الغالب على رفض الشكوك وحل الخلافات الدينية ونشر تعاليم المدرسة الشيعية. في هذا الصدد، يذكر ماديلونغ فقط لقاءات معجزة في تجمعات أتباعه في البصرة والكوفة، نقلاً عن مصادر شيعية.
في المناظرة الذي ورد في البصرة لعلي بن موسى، سعى أولاً لإثبات مبدأ أحقية الإسلام تجاه الأديان الأخرى من خلال الإشارة إلى شهادة الأنبياء قبل نبي الإسلام على أحقية محمد ونبوته، ثم إثبات مكانة الإمامة من منظور الشيعة. في هذه المناظرة يشرح علی بن موسى الرضا شروط الإمام؛ مثلا، يجب على الإمام من بعد النبي أن يخاطب جميع الأمم والمذاهب بكتبهم وأن يكون على علم بجميع اللغات. وأيضًا في هذه المناظرة يعتبر العصمة ضرورة للإمامة، ويعتبر أن صفات العدل والإنصاف والحكمة والتسامح والاستقامة هي من صفات الإمام. وبحسب تقرير فتاحي فإن مناظرته في البصرة نقلتها بعض المصادر خلال فترة ولايته للعهد.
وبحسب المؤلف الشيعي جعفر سبحاني، يروي محمد بن عبد الله الخراساني، خادم علي بن موسى الرضا، أن رجلاً ماديًا جاء لعلي بن موسى واندلعت مناظرة بينه وبين علي بن موسى. في هذا المحادثة دار نقاشات حول وجود الله وصفاته. ويتم الإبلاغ عن هذه المناظرة في صورة أسئلة وأجوبة، وعلي بن موسى يجيب على جميع أسئلته فيها.

## مناظرات بعد ولاية العهد

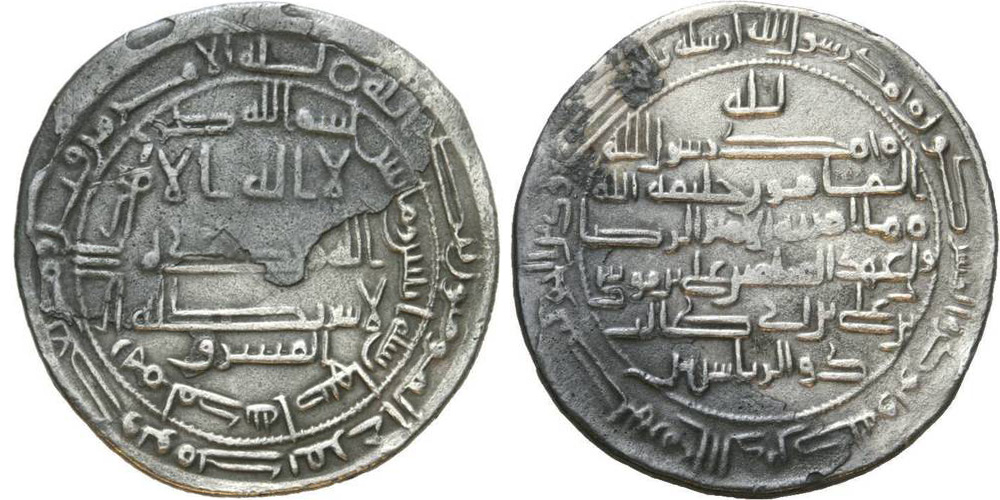
عملة من حقبة المأمون نقش عليها اسم علي بن موسى الرضا وليا للعهد.

قالب:گاه‌شمار زندگی علی بن موسی الرضاوفقًا لمادلنج في الموسوعة الإيرانية كانت العلاقة بين مأمون وعلي بن موسى في ماري وثيقة وحميمة. أراد مأمون علناً أن يشارك علي بن موسى بشكل مباشر في جميع القرارات والاحتفالات الرسمية؛ لكن أفادت الأنباء أن علي بن موسى أوضح أنه لن يتدخل في شؤون الحكومة.. اعتمد عليه الخليفة في أحكامه وفتاواه ونظم مناظرات بينه وبين علماء المسلمين وشيوخ الديانات الأخرى. وبحسب تقرير جعفريان، فإن مناظرات علي بن موسى، نظراً إلى تعيينه في ولاية عهد مأمون وكذلك أهداف مأمون المتعددة في عقد المناظرات والإصرار عليها، كانت أكثر بروزًا. كما ورد ذكر مناظرات علي بن موسى الرضا تحت أسماء مجلس الرضا واحتجاج الرضا ومناظرات الرضا. خلال فترة ولايته للعهد، أجرى مناظرات مع جاثليق المسيحي، ورأس الجالوت اليهودي لجليات، وهربادان العظيم للزرادشتية، ومناظرة مع عمران صابي. وفقًا لمكارم شيرازي، من بين المناظرات الأخرى التي تم الإبلاغ عنها لعلي بن موسى الرضا هي مناظرة مع سليمان مروزي وأخرى مع علي بن محمد بن جهم. وبحسب تقرير القرشي فإن هذه المناظرات جذبت انتباه الجمعيات في خراسان. يدعي جعفريان أن هذه المناظرات جرت في حين فقد الكثير من الشيعة علاقتهم بأئمتهم بسبب تشدد الحكام العباسيين، مما تسبب في أهمية هذه المناظرات اللفظية في نظر الشيعة.

### كيف وطريقة المناظرات
ووفقًا لمصادر إسلامية، فقد عيّن مأمون يوم الثلاثاء للمناظرات في بلاطه وكان يدعو مختلف العلماء لهذا الغرض. المسعودي يكتب في مروج الذهب عن طريقة إجراء المناظرات في بلاط مأمون: اعتاد العلماء والفقهاء يوم الثلاثاء على التجمع في بلاط مأمون. كان يتم نقلهم إلى غرفة مفروشة ویقدّمون لهم الطعام والشراب. ثم كانوا يأتون إلى مأمون ويتحاورون ويناظرون حتى غروب الشمس. أخيرًا، مع غروب الشمس، كانت تنتشر طاولة الاستقبال مرة أخرى وبعد ذلك يتفرق الحشد. وبحسب قرشي، الكتاب الشيعي، كانت مجموعات مختلفة من الناس حاضرة في هذه المناظرات. وقد شارك في هذه الاجتماعات الطالبيون والهاشميون والقادة العسكريون وعلماء المسلمين وغير المسلمين.
اختلف أسلوب علي بن موسى الرضا في المناظرة مع خصمه في كل مناظرة. واجه الزنادقة والملحدين باستخدام العقل والحجج المنطقية. لأن هذه المجموعة لم تقبل أي كتب أو روايات وأنهم وقدموا حججهم فقط بالإشارة إلى العقل. كما أنه استخدم الحجج المنطقية في المناظرات معأهل الكتاب. كان الصبر وسعة الصدر طريقته في التعامل مع الخلافات الدينية والآراء المعارضة، وحاول تهدئة أجواء المناظرة. في المناظرات لم يذكر الطرف الآخر بشكل سيئ وقبيح ودائما كان يبدأ المناظرة بنزاهة ومدح من الجانب الآخر. عندما ينتهي المناظرة في صمت أو قبول الطرف الآخر للخطأ، فإنه كان ينهي المناظرة ولن يتسبب في سحق الطرف الآخر أو إهانته باستمرار المناظرة. ومن سمات علي بن موسى في المناظرات ثقته بمعلوماته؛ حتى أنه عندما أبلغه نوفلي عن خوفه من طرف المناظرة أمام علي بن موسى؛ فقال له علي بن موسى مبتسمًا: «هل تخشى أن يُقنعوني ويبطلوا حججي؟" وبحسب ما جاء في تقرير القرشي، فقد طُرح أكثر من عشرين ألف سؤال على علي بن موسى الرضا في اجتماعات مختلفة، حتى أصبح قصر مأمون الملكي مركزًا للمعرفة والعلوم.

### نهج المناظرات
يمكن تقسيم الخصائص الرئيسية لمناظرات علي بن موسى الرضا إلى قسمين عامين: المناظرات مع المذاهب الإسلامية والمناظرات مع الديانات الأخرى. في المناظرات مع المذاهب الإسلامية يُعتبر وصف موقف الأئمة بعد نبي الإسلام وإثبات إمامة علي بن أبي طالب وبعض المناظرات اللاهوتية بين الشيعة والسنة من أهم الموضوعات. كان إثبات العصمة بالنسبة لعلماء معتزلة المتطرفين أحد الموضوعات الأخرى في هذه المناظرات. في مجال المناظرات مع الديانات الأخرى، بالنظر إلى الموقف العلمي للأئمة الشيعة وإتقانهم لكتب الديانات الأخرى، فإن المناظرات jحتوي على انتقادات أساسية للأديان المتنازع عليها. كانت استراتيجيات علي بن موسى في المناظرات مع الديانات الأخرى تهدف إلى زيادة المعرفة وتنوير علماء الأديان الأخرى. المواضيع التي أثيرت في هذه المناظرات كانت عمومًا حول إثبات التوحيد، وطبيعة الله وصفاته، ونوعية الخلق، ونفي التشبيه، ونفي التجسيد، وإثبات نبوة محمد، ونفي ألوهية عيسى، ونفي التثليث. بمقارنة مناظرات علي بن موسى قبل فترة ولاية العهد وبعدها، يتضح أنه وفقًا لموقف ولاية العهد وكذلك الظروف الاجتماعية والسياسية في ذلك الوقت، فإن ميزة الدفاع عن الإسلام في مواجهة المذاهب والديانات الأخرى أكثر تطوراً. وبحسب تقرير جعفريان، من المواضيع التي حظيت بالاهتمام في مناظرات علي بن موسى الرضا، نقاش حول موضوع الإمامة. موضوعات التوحيد وصفات الله والعدل الإلهي التي ترتبط مباشرة بمسألة الجبر والاختيار، هي من بين الموضوعات التي أثيرت في هذه المناظرات.

### أسباب تشكيل المناظرات
وعن المناظرات التي جرت في عهد علي بن موسى الرضا، ذكر الكاتب الشيعي طباطبائي أن المناظرات أعدها الخليفة المأمون عباسي. يعتقد البعض أن مأمون كان مهتمًا بالعلوم المختلفة المترجمة إلى العربية. وعلى هذا الأساس رتب العديد من المناظرات بين علي بن موسى الرضا وعلماء الدين وقادة الأديان المختلفة الذين قدموا إلى خراسان من مختلف البلدان. من ناحية أخرى، تشير بعض الروايات إلى أن نية مأمون الرئيسية في ترتيب هذه المناظرات كانت أمله في إضعاف موقف علي بن موسى الرضا في نظر عامة الناس والعلماء من مختلف الأعراق والجماعات. من ناحية أخرى، كانت جهود محمد الباقر وجعفر الصادق وموسى الكاظم في تصنيف الفقه الشيعي وتربية الطلاب في خطر الهلاك والإنتقاء في عصر المأمون. وكان أحد الإجراءات التي اتخذها علي بن موسى خلال هذه الفترة لإحياء جهود آبائه الترحيب بالمناظرة مع زعماء الأديان والمذاهب الأخرى. وتفيد مصادر شيعية أن هناك أربعة احتمالات محتملة لجمع هذه الآراء: أولاً، مجموعة تنظر إلى هذه القضايا بتشاؤم وتعتبر هدف مأمون تدمير الصورة العلمية لعلي بن موسى. وتشير هذه المجموعة إلى التقارير التي نقلت في هذا الشأن. كذلك، بعد وفاة علي بن موسى، لم يتم الإبلاغ عن أي مناظرات أخرى بهذه الطريقة. وترى المجموعة الثانية أن مأمون قصد حصر مكانة علي بن موسى في البعد العلمي فقط، وإبعاده تدريجياً عن القضايا السياسية، وإثبات أنه عالم وملجأ للأمة الإسلامية في الأمور العلمية، ولكن هو غير معني بالقضايا السياسية وبهذه الطريقة ينفّذ شعار فصل الدين عن السياسة. وترى المجموعة الثالثة أن السياسيين المخضرمين والمحتالين يصرون على خلق ترفيه للجماهير في مراحل مختلفة، من أجل صرف الرأي العام عن قضايا المجتمع الرئيسية ونقاط ضعف حكومتهم. المجموعة الرابعة، يعتقدون أن مأمون آدم نفسه لم يكن بلا فضائل وأراد أن يتم عرضه كقائد عالمي في المجتمع الإسلامي، وليؤمن الجميع بحبه للعلم والمعرفة في بيئة إيران بشكل خاص، وفي بيئة الإسلام في ذلك اليوم بشكل عام، وليكن هذا امتيازًا لحكومته وبهذه الطريقة سوف يجعل مجموعة تلاحظه. وأيضًا لدعوة قادة أهل الكتاب، دخل مأمون في مفاوضات معهم بطريقة منظمة ودعوتهم إلى المناظرة واجتماعًا بأوامر والتخويف من العصيان. فعلى سبيل المثال ذكر الشيخ الصدوق في دعوة المأمون لأئمة أهل الكتاب للمناظرة مع علي بن موسى الرضا، أنه دعاهم للمناظرة مع علي بن موسى، وأشار إلى أنه لا ينبغي عصيان هذا الأمر. يعتقد قرشي أن مأمون أجرى مناظرات بأهداف مختلفة منها:
- عجز علي بن موسى الرضا عن الإجابة على تساؤلات مفكري الديانات والمذاهب المختلفة، ونتيجة لذلك، التشكيك في معرفته وزعمه بالإمامة.
- فصل علي بن موسى من ولاية العهد في حال هزيمته في المناظرات
- خلق الرضا في رأي العباسيين المعارضين للمأمون في حال هزيمة علي بن موسى في المناظرات.

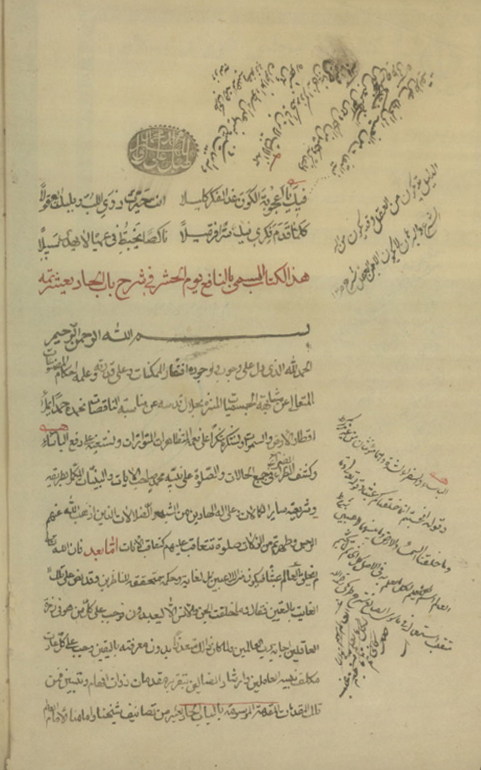
مخطوطة من كتاب المناظرات المأمونية منسوب للشيخ الصدوق قد كتب بتاريخ 1315 هـ.

## عدد المناظرات
يذكر روحي برندق وفتاحي أن هذه المناظرات جرت أحيانًا في اجتماع واحد وليس بشكل منفصل. كما يصف فتاحي عدد المناظرات التي جرت خلال فترة ولاية العهد بعدد كبير. ومع ذلك، فإن المناظرات حسب الشخصيات المشارکة وتقارير المصادر هي:

### مناظرة مع جاثليق المسيحي
حسب التقارير التاريخية مكان هذه المناظرة كان في بلاط مأمون عباسي بمدينة ماري. وبحسب مكارم الشيرازي، في جلسة المناظرة الأولى التي أعدها مأمون، بعد تقديم علي بن موسى الرضا للجمهور، طلب مأمون من جاثليق المسيحي مناظرة مع علي بن موسى بشرط الإنصاف وعدم الخروج عن طريق العدالة. وبحسب مصادر شيعية، بدأ المناظرةباعتراض الجاثليق على طريقة المناظرة ومضمونه. وبناءً على طلب مأمون بدء المناظرة مع علي بن موسى، قال جاثليق: «يا أمير المؤمنين! كيف يمكنني أن أناظر مع شخص يجادل في كتاب أنكره ويتمسّك على نبي لا أؤمن به؟» وهنا يبدأ علي بن موسى الحديث ويؤكد له أن حججه مبنية على الإنجيل والمواد المسيحية، ثم طلب منه طرح أسئلته. يبدو من محتوى كلمات جاثليق أنه كان ينوي استخدام قبول النبوة من قبل المسلمين لإثبات نبوة عيسى بن مريم. لهذا السبب، يذكر عيسى ثلاث مرات في جملته الافتتاحية. رداً على ذلك، يثبت علي بن موسى نبوة محمد بقبوله نبوة عيسى. في هذه المناظرة، يستخدم رضا كلمات الأحقية لإثبات تفضيل الإسلام على الأديان السابقة، ويذكر أسباب إثبات نبوة محمد. في أحد مواضع هذه المناظرة، استخدم علي بن موسى اسم فارقليط للإشارة إلى نبي الإسلام في كتب الديانات الأخرى. وبحسب ما أورده مكارم الشيرازي، توقف جاثليق المسيحي أخيرًا عن الإيمان بالثالوث واعترف بأحقية التوحيد. وفقًا للتحاليل، نظرًا لأن بغداد كانت مركز الحياة المسيحية في عهد مأمون، فلا بد أنه تم استدعاء جاثليق من بغداد للحضور إلى ماري.
كانت هذه المناظرة في صورة أسئلة وأجوبة، واستُخدم فيه برهان بالتناقض. إحدى لأساليبا لمستخدمة في هذه المناظرة هي المعرفة على المعتقد الفكري للطرف الآخر واستخدام هذه المعرفة في اتجاه إسکات الخصم. في جزء من المناظرة، يعترض جاثليق على تناقض اعتقاد علي بن موسى مع مأمون، وأجابه علي بن موسى بأنه سيتم تزويدك بإثبات من كتابك الموثوق به. الأسلوب الآخر المستخدم في هذه المناظرة هو استخدامك المسائل المقبولة من قبل الطرف الآخر من أجل الوصول إلى نتيجة لصالحك. وفي هذا الصدد قال علي بن موسى الرضا، بعد حصوله على اعتراف من جاثليق بعبادة المسيح لله، قدّم حججاً ضد جاثليق ومن أجل إنكار الثالوث.

### مناظرة مع رأس الجالوت
بعد انتهاء المناظرة مع جاثليق المسيحي، التفت علي بن موسى إلى رأس جالوت - العالم اليهودي - وطلب منه طرح سؤال؛ وفقًا لمصادر شيعية، بعد تبادل أسئلة وأجوبة بين رأس جالوت وعلي بن موسى حول نبوة محمد وعيسى، يؤمن رأس جالوت أخيرًا بدين الإسلام ومذهب علي بن موسى الرضا. يذكر نراقي أن العديد من التعليقات كتبت على هذا الحديث، أقدمها ينتمي إلى قاضي سعيد قمي. كما كتب ميرزاي قمي ومحمد بن أحمد نراقي شرحًا لهذا الحديث. في هذه المناظرة، تم استخدام المنهج الديالكتيك، ولقد بدأ بالتفاصيل وانتهى بالعموميات وقياس.

### مناظرة مع هربادان العظيم
يقول القرشي ومكارم الشيرازي أنه بعد إيمان رأس جالوت، التفت علي بن موسى إلى كبار الزرادشتيين الحاضرين في الاجتماع وسأله سؤالاً عن زرادشت وسبب الإيمان به وبعدما لم يجبه أنهى علي بن موسى المناظرة كانت الحجة المستخدمة في هذا المناظرة هي نفس الحجة المستخدمة في المناظرة مع رأس جالوت وجاثليق. يذكر برندق أن اسم الشخص المناظر هو هرباد أو هرباذ العظيم.

### مناظرة مع عمران صابي[2]
وبحسب مصادر شيعية، فقد طلب علي بن موسى، بعد الانتصار على هربادان العظيم، من الحضور أن إذا كان هناك من عنده نقد للإسلام، فيطرحه دون أي خوف. عمران صابي، الذي اشتهر بالمناظرة مع العلماء، ووفقًا لادعائه الخاص، لم يستطع أحد إرضائه حتى تلك اللحظة؛ بدأ الحديث وطرح أسئلة عن التوحيد والخلق. أفاد مكارم شيرازي أنه بعد محادثة طويلة، عبّر عمران صابي عن الشهادتين وأسلم وسجد لله. وبإسلام عمران صابي انتهى اللقاء وتفرق الجميع. بعد أن اعتنق عمران صابي الإسلام، احتفظ به علي بن موسى كطالب وبعد التدريب اللازم، أرسله إلى مدن مختلفة كمدرس للمناظرة.
في هذا المناظرة شرح علي بن موسى صفات الله وشرح تلك الصفات. كان عمران صابي فيلسوفًا ورجل دين من قبيلة الصابي. محمد تقي جعفري، واصفًا هذه ، ذكر أنها من أهم المناظرات في مجال الفلسفة ويحتوي على أكثر الأسئلة غموضًا في الحكمة عن العقل. غالبًا ما تؤدي الأسئلة في هذا المجال إلى أسئلة غامضة أخرى، لكن إجابات علي بن موسى الرضا على أسئلة عمران كانت مفيدة. وبحسب رواية القرشي، فإن محمد بن جعفر صادق - عم علي بن موسى - تفاجأ بعلمه بالحكمة والفلسفة بعد هذه المناظرة، وقلق على صحة علي بن موسى، ونقل هذا القلق إلى حسن بن محمد نوفلي. في الحديث الذي أجراه مع نوفلي، ذكر خوفه من حسد مأمون التي قد تؤدي إلى الخطر على حياة علي بن موسى الرضا. استخدم علي بن موسى أسلوب التشبيه في هذه المناظرة أيضا. تم الإبلاغ عن حياة صائبيين بجوار النهر؛ بهذا الوصف، ربما لم يكن عمران صابي من خراسان وتم استدعاؤه إلى هذه المدينة للمناقشة.

### مناظرة مع سليمان مروزي
وبحسب مصادر شيعية، فقد جاء سليمان مروزي، عالم خراسان الكبير، إلى ماري خلال الأيام الحارة للمناظرات اللاهوتية في ماري، ودعاه مأمون للدخول في مناظرة مع علي بن موسى. لكن رفض سليمان اقتراح مأمون بحجة أنه لم يحب هزيمة علي بن موسى أمام الجمهور. ومع ذلك، جعله مأمون يوافق على المناظرة. أخيرًا، في يوم التروية، تم إعداد الاستعدادات للنقاش وبدأت المناظرة بادعاء سليمان بإنكار البداء؛ ثم جاء الحديث عن مشيئة الله وأقنع علي بن موسى سليمان بالحجج الكثيرة بأنه مخطئ. وبعد هزيمة سليمان في المناظرة انتهى الاجتماع وتفرق الناس. في هذه المناظرة، دحض علي بن موسى الرضا ادعائه بمقارنة ادعائه بادعاء اليهود. ذكر برندق أن دين سليمان كان الإسلام قبل المناظرة.

### مناظرة مع علي بن محمد بن الجهم
وبحسب مصادر شيعية، أثار علي بن محمد الجهم في إحدى جلسات المناظرة تساؤلات حول عصمة الأنبياء، وأجابه علي بن موسى بالتفصيل. وفي النهاية ندم علي بن محمد بن الجهم على نقص إيمانه بالعصمة وتاب. في هذا المناظرة، تمامًا مثل المناظرة مع جاثليق، تم استخدام برهان بالتناقض لدحض بعض معتقدات علي بن محمد. وبحسب ما رواه الشيخ صدوق في عيون أخبار الرضا، فقد رفع علي بن محمد في هذه المناظرة آيات عن رفض العصمة المزعومة عند علي بن موسى الرضا، وأشار إلى الآية 121 من سورة طه، والآية 87 من سورة الأنبياء.، والآية 24 من سورة يوسف، والآية 24 من سورة ص والآية 37 من سورة أحزاب. فأجابه علي بن موسى واقتنع علي بن محمد بإجاباته. كما ورد ذكر علي بن محمد كأحد المسلمين الذين ناظروا مع علي بن موسى الرضا. ومع ذلك، وصفت شخصيته بأنها غير معروفة في علم الرجال. هذه المناظرة ذكرها الشيخ صدوق في «عيون أخبار الرضا»، ومصدره المحتمل كتاب «وفاة الرضا» لأبي الصلت الهروي.

### مناظرة مع الزنديق
في التقارير، تم الإبلاغ عن مناظرة لعلي بن موسى مع زنديق. في هذه المناظرة، بدأ الزنديق محادثة حول وجود الله. هذه المناظرة عبارة عن نقاش طويل ورد نصه الكامل في كتاب محمد حسين طباطبائي. في جزء من هذه المناظرة، يقدم علي بن موسى حجة عقلانية لإثبات وجود الله قائلاً: "ألا ترون إذا كنتم على حق (لا إله) نحن وأنتم متساوون؟ مهما صلّينا أو صمنا أو كان لدينا اعتقاد راسخ، أنه لن يضرنا. لكن إذا كنا على حق، إذن إنّنا سوف نخلّص وأنت ستُهلك. أليس كذلك؟ وفقًا للقرشي، في نهاية هذه المناظرة، صدّق الزنديق كلام علي بن موسى وأسلم.

### مناظرة مع أبو قرة
وروى القرشي أن أبو قرة جاء من خراسان إلى بلاط مأمون ليسأل علي بن موسى الرضا عن الحلال والحرام وبعض الفرائض. سأل صفوان بن يحيى عن موعد مع علي بن موسى ثم جاء إليه في الموعد المحدد وبدأ محادثة معه. في هذه المحادثة، تمت مناقشة مواضيع مثل وجود الله وطبيعته، والكتب السماوية وخلقها، ومكان الله، والملائكة، وعقاب إلهي. وبعد انتهاء إجابة علي بن موسى الرضا هرب أبو قرة الذي كان من معارضي علي بن موسى من الاجتماع ولم يقبل أسباب علي بن موسى. يعتبره برندق من المسلمين الذين كانت لهم معتقدات معينة بين الطوائف الإسلامية قبل المناظرة. في بعض المواد، يذكر سبحاني أن ديانة أبو قرة هي المجسمة. ويفيد أنه بحسب رواية صفوان، أبو قرة زميل فقيه عراقي اسمه شبرمة. يذكر سبحاني أحداث هذا الاجتماع على النحو التالي: طرح أبو قرة العديد من الأسئلة حول الميراث وأخيراً أثيرت أسئلة حول مبادئ المعتقدات. في المحادثة الدينية بين الطرفين، تم مناقشة قضايا مثل طريقة الله في التحدث مع موسى ونوع كلام الله مع الأنبياء. في هذه المناظرة، قدم علي بن موسى حججًا لخلق القرآن. في هذه المناظرة، أثيرت تساؤلات في مكانة الله ومكانه، وسبب معراج الرسول، وإمكانية رؤية الله وصفات الله، وبعد أجوبة علي بن موسى، لم يستطع أبو قرة الإجابة وترك الاجتماع. ورد نص هذه المناظرة في كتاب بحار الأنوار وأصول الكافي.
كل من أبو قرة وشبرمة مجهولان في مصادر رجالية، وقد أفاد البعض أن أبو قرة من المستبصرين، ولهذا السبب أبلغوه بلقب محدث. روى ابن حجر في كتاب التقريب أن موسى بن طارق الملقب بأبي قرة من المحدثين من الدرجة التاسعة وعاش في زمن علي بن موسى الرضا. وبخصوص شبرمة، ورد أنه عاش في عهد جعفر صادق ولم يدرك علي بن موسى رضا. ولعل صدوق نقل هذه الرواية من أحد كتب صفوان بن يحيى، ولهذا فقد وثقت بها مصادر شيعية.

## هامش
1. ↑  "بحار الأنوار - العلامة المجلسي - ج ١٠ - الصفحة ٢٩٩". shiaonlinelibrary.com. اطلع عليه بتاريخ 2024-08-25.
2. ↑  "مناظرة الإمام علي الرضا (ع) مع عمران الصابي". الشیعة. 19 مايو 2019. اطلع عليه بتاريخ 2024-08-25.
3. ↑  "مناظرة الإمام الرضا (ع) مع علي بن الجهم". الشیعة. 20 ديسمبر 2014. اطلع عليه بتاريخ 2024-08-25.
4. ↑  "مناظرة الإمام الرضا (ع) مع زنديق حول حدوث العالم وإثبات المحدث". الشیعة. 15 مايو 2019. اطلع عليه بتاريخ 2024-08-25.

## اقرأ أكثر
- انصاری‌نیا، زری؛ خزعلی، انسیه (۱۳۹۶). «رویکردهای زبانی در تحلیل گفتمان مناظره امام رضا (ع) با ابوقره صاحب شبرمه». لسان مبین (۲۸): ۱-۲۷.
- روحی برندق، کاوس (۱۳۹۶). «اخلاق ومهارت‌های مناظره در مناظره‌های امام رضا علیه السلام». فرهنگ رضوی. پنجم (هجدهم): ۸–۳۶.